# Markam
Markam (en tibetano, སྨར་ཁམས་རྫོང་།; wylie, smar khams rdzong; en chino, 芒康县; pinyin, Mángkāng xiàn) es un condado bajo la administración directa de la Prefectura Chamdo en la Región autónoma del Tíbet, República Popular China. Su área es 11 576 km² y su población total para 2012 fue más de 80 mil habitantes.

## Administración
El condado de Markam se divide en 16 pueblos que se administran en 2 poblados y 14 villas.